# 琉球國墓地遺址
39°50′47.090″N 116°41′38.594″E / 39.84641389°N 116.69405389°E
琉球國墓地遺址是北京市通州區張家灣鎮的一處埋葬琉球人的遺址，位於立禅庵村的東南面，在凉水河故道旁。清朝時期病故於北京的琉球人安葬於此地。
自清代以來，琉球國墓地中一共安葬有來自琉球國的貢使、官生、陳情使、都通事官一共十四人，為中國境內琉球人墓地中被葬者等級最高的一個。據《中山世譜》記載，康熙五十七年（1718年），琉球國耳目官向秉乾、正議大夫楊聯桂奉命前來北京朝貢，楊聯桂行至張家灣病卒。康熙帝聞訊此後，给棺木红缎，遣官諭祭，選擇吉地下葬，成為張家灣琉球國墓地的第一位被葬者。此後，又有梁允治、官生蔡宏訓、程允升、夏瑞龍、鄭國觀、金型、鄭孝思、林世功（名城里之子親雲上）、王大業（國場親雲上）等人被葬於此地。雍正年間，通州知州黃成章在此地設立保護須知碑。1931年九一八事變發生後，一些日本學者曾前來當地考察。抗日戰爭爆發後，琉球國墓地被仇日的村民誤當作日本人墓拆毀洩憤。之後在農業平整土地過程中，陸續遭平墳，現僅剩荒地遺址，不對外開放。1992年，脫清人王大業墓碑被發掘出來，現收藏於通州區博物館，為張家灣琉球國墓地現存的唯一一塊墓碑。
2023年7月4日沖繩縣知事玉城丹尼拜訪琉球國墓地遺址，祭奠埋葬在此的琉球人。